# Konjugeret linolsyre
Konjugeret linolsyre eller CLA (fra engelsk: Conjugated Linoleic Acid) er en særlig fedtsyre, der bruges som kosttilskud i forbindelse med en slankekur. Den findes naturligt i mælkeprodukter og kød. Ifølge Motions- og Ernæringsrådet har kapsler med CLA dog kun lille eller ingen virkning på vægten og rådet anbefaler at overvægtige holder sig fra CLA.[kilde mangler]